# ديك كيمبل
ديك كيمبل (بالإنجليزية: Dick Kimball)‏ هو غطاس أمريكي، ولد في 1935 في روشستر في الولايات المتحدة.